# فرانسیسکا نکا اوکیک
فرانسیسکا نکا اوکیک (انگلیسی: Francisca Nneka Okeke) فیزیکدان نیجریه‌ای است. او استاد فیزیک در دانشگاه نیجریه در نسوکا و اولین رئیس زن یک دپارتمان در این دانشگاه می‌باشد.  او دوره فوق دکترای خود را در دانشگاه توکیو، ژاپن گذراند و  در سال ۲۰۱۳ به عنوان برنده جایزه لورآل-یونسکو برای زنان در علم در منطقه آفریقا و کشورهای عربی انتخاب شد.

## زندگی‌نامه
او اهل ایالت انامبرا در منطقه ایدمیلی شمالی است. او دارای مدرک کارشناسی در فیزیک (۱۹۸۰)، کارشناسی ارشد در آموزش علوم (۱۹۸۵)، کارشناسی ارشد در ژئوفیزیک کاربردی زمین (۱۹۸۹) و دکترا در ژئوفیزیک یونوسفری (۱۹۹۵) از دانشگاه نیجریه است. او تحقیقات فوق دکترای خود را در دانشگاه توکیو، ژاپن انجام داد.
اوکه از سال ۲۰۰۳ تا ۲۰۰۶ رئیس دپارتمان فیزیک و نجوم دانشگاه نیجریه در نسوکا بود و از ۲۰۰۸ تا ۲۰۱۰ به عنوان رئیس دانشکده علوم فیزیکی خدمت کرد. او اولین زنی بود که هر دو سمت را بر عهده گرفت. علاوه بر این، او اولین استاد زن فیزیک در بخش شرقی نیجریه بود. در دوران ریاست او بر دپارتمان، او از استخدام زنان بیشتر در دپارتمان حمایت کرد که منجر به استخدام سه عضو هیئت علمی جدید زن شد و به عنوان رئیس دانشکده، استخدام زنان در سمت‌های هیئت علمی در علوم فیزیکی را در اولویت قرار داد. او از مشارکت گسترده‌تر زنان و دختران در علم و فناوری حمایت می‌کند.
در سال ۲۰۱۱، او به عنوان عضو آکادمی علوم نیجریه، بالاترین سازمان علمی نیجریه، انتخاب شد. او به همراه آبا گومل، استاد زیست‌شناسی ریاضی و عضو آکادمی علوم آفریقا، به این آکادمی معرفی شد. فرانسیسکا در سن ۱۸ سالگی با فیزیکدان پیوس نوانکو اوکه ازدواج کرد. این زوج شش فرزند دارند.

## تحقیقات علمی
اوکه بخش عمده‌ای از حرفه خود را به مطالعه یونوسفر و «پدیده الکتروجت استوایی» اختصاص داده است. الکتروجت که توسط خورشید انرژی می‌گیرد، جریانی از جریان الکتریکی است که به صورت شرقی در اطراف استوای مغناطیسی زمین جریان دارد و باعث می‌شود میدان مغناطیسی در استوای مغناطیسی تقریباً پنج برابر بیشتر از هر جای دیگر در سیاره تغییر کند. (استوای مغناطیسی با استوای جغرافیایی چند درجه تفاوت دارد، زیرا قطب شمال مغناطیسی زمین با قطب شمال جغرافیایی متفاوت است) حوزه‌های تحقیقاتی او شامل ژئومغناطیس، فیزیک اتمسفر و تغییرات آب و هوایی می‌شود.
تحقیقات اوکه دربارهٔ چگونگی تأثیر فعالیت خورشیدی در یونوسفر بر میدان مغناطیسی زمین می‌تواند منجر به درک بهتر تغییرات آب و هوایی شود و به شناسایی منابع پدیده‌های شدید مانند سونامی و زمین‌لرزه کمک کند.
او با موفقیت ۱۲ دانشجوی دکترا و حدود ۲۸ دانشجوی کارشناسی ارشد را راهنمایی کرده است. در سال ۲۰۱۰، یکی از دانشجویان دکترای زن او به نام ترزا اوبیکزی، جایزه دانشمند جوان اتحادیه آفریقا و آکادمی علوم جهان سوم را دریافت کرد.

## جوایز و افتخارات
او در سال ۲۰۱۳ به عنوان برنده جایزه لورآل-یونسکو برای زنان در علم در منطقه آفریقا و کشورهای عربی انتخاب شد. این جایزه به دلیل مشارکت‌های مهم او در درک تغییرات روزانه جریان‌های یونی در جو فوقانی که ممکن است درک ما از تغییرات آب و هوایی را افزایش دهد، به او اعطا شد. اوکه در سال ۲۰۱۳ توسط مجله نیو آفریکن به عنوان یکی از ۱۰۰ آفریقایی تأثیرگذار معرفی شد.